# Habrotrocha constricta
Habrotrocha constricta är en hjuldjursart som först beskrevs av Félix Dujardin 1841.  Habrotrocha constricta ingår i släktet Habrotrocha och familjen Habrotrochidae. Arten är reproducerande i Sverige. Inga underarter finns listade i Catalogue of Life.